# Louis Valcke
Louis Pierre Alphonse Valcke (Brugge, 22 december 1857 – Gent, 16 maart 1940) was een Belgisch ontdekkingsreiziger en handelaar die actief was in de Onafhankelijke Congostaat en Colombia.

## Opleiding
Louis Valcke studeerde aan het Atheneum van Brugge. Vervolgens studeerde hij vanaf 1874 aan de Koninklijke Militaire School, waar hij afstudeerde in 1878 als luitenant. Na zijn opleiding vervoegde hij de genie in Antwerpen.

## Eerste expeditie naar de Onafhankelijke Congostaat

### De afreis
In juli 1880 ging hij aan de slag bij het Militair Cartografisch Instituut en het Comité d'études du Haut-Congo. Koning Leopold II gaf hem de opdracht om de mogelijkheden te onderzoeken tot de ontdekking van Midden-Afrika. Op het einde van die maand ontvangt Leopold hem in audientië. De koning stuurde hem naar de Onafhankelijke Congostaat. In zijn instructies vraag hij uiterste geheimhouding over zijn werkzaamheden. De koning sluit af met: "Il faut que vous réussissiez à tout prix." Op 4 augustus 1880 vertrok Valcke in Oostende naar Liverpool, in het Verenigd Koninkrijk. Daar vervoegde hij Paul Nève en Victor Harou, twee collega’s van het Comité d'études du Haut-Congo. Met het schip Gaboon zetten ze koers richting Afrika.

### Zijn werkzaamheden op het terrein

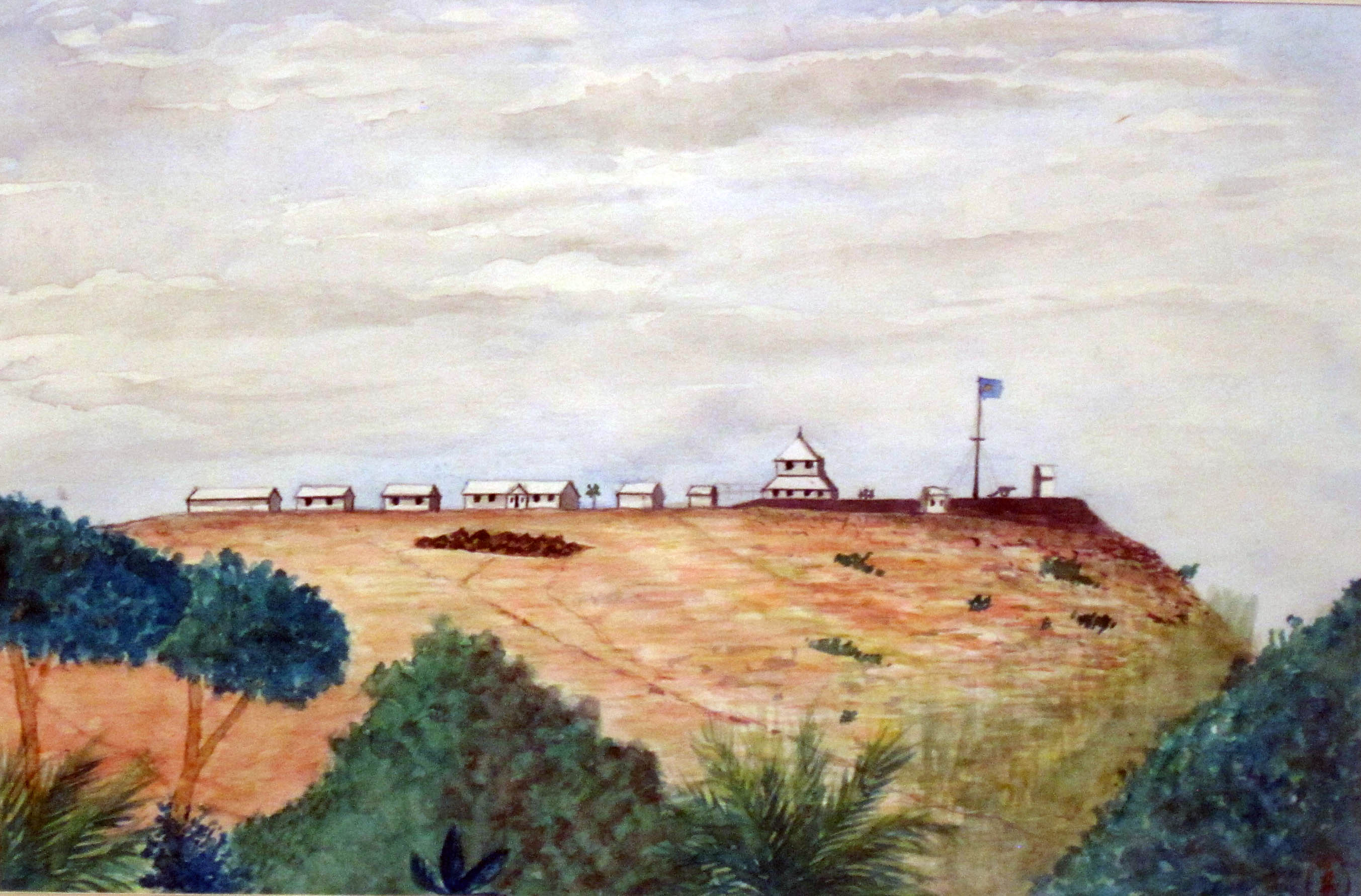
Vivi in 1887.

Op 2 oktober 1880 kwam Valcke aan in Banana. Over de Congostroom voer hij naar Vivi, in de hoop Henry Morton Stanley er te ontmoeten. Die was echter het binnenland ingetrokken. Op 25 november 1880 wisten beide gezanten van Leopold II elkaar toch te ontmoeten. Stanley gaf Valcke de opdracht om een weg aan te leggen rond het Plateau van Ngoma, met de bedoeling er een nederzetting te stichten. Hierop zou Valcke tussen Ngoma en K’Nonzo een weg aanleggen van 1 500 meter lang. De weg werd Valckes’s Causeway genoemd.
Na geruchten over de mogelijke stichting van een Britse handelspost in de regio, gaf Stanley in februari 1881 Valcke de opdracht om in Isanghila zelf een handelspost op te richten in naam van de Association internationale africaine (AIA). Reeds twee maanden later was de post operationeel.

### Terugkeer naar België
In het najaar van 1881 werd Valcke geveld door ziekte. Zijn artsen raadden een onmiddellijke terugkeer naar België aan. Hij keerde in december 1881 via Liverpool en Oostende terug naar Brussel. Eenmaal aangekomen werd hij al snel door koning Leopold in audiëntie ontvangen om hem een stand van zaken te geven uit Congo.

## Tweede expeditie naar de Onafhankelijke Congostaat
In februari 1881 werd Valcke naar Zanzibar gestuurd om er 850 man te rekruteren. De Zanzibarezen werden via de Kaap de Goede Hoop naar Banana verscheept. 
In april 1882 trof hij Stanley in Vivi. Die gaf hem het gezag over 256 Zanzibarezen. Luitenant Valcke zette hen in om handelsgoederen te vervoeren en opstandige stammen te onderwerpen. Onderweg stichtte hij in Lutete een nieuwe handelspost. Deze vertrouwde hij later toe aan Alphonse Vangele.
Vervolgens kreeg hij de opdracht om zo veel mogelijk verdragen met lokale stamhoofden af te sluiten in naam van de Association Internationale Africaine (AIA). Eind 1883 zou Valcke met 300 handtekeningen terugkeren naar Leopoldstad. Hierop ontving hij een handsgeschreven brief van koning Leopold II.
De volgende opdracht die Valcke opgelegd kreeg van Stanley was het overbrengen van de stomer Stanley van Banana naar Leopoldstad. Dit schip was 24 m lang, 6 m breed en woog 35 ton. Vanwege de stroomversnellingen op de Congostroom tussen beide plaatsen diende het schip te worden gedemonteerd en door dragers 300 km over land vervoerd te worden. Hiertoe zou hij 250 Zanzibarezen inzetten. Tijdens deze onderneming werd Valcke evenwel ziek. Met de Afrikaan keerde hij in april 1885 terug naar België, meer bepaald via Rotterdam.

## Derde expeditie naar de Onafhankelijke Congostaat
In juni 1886 keerde Valcke terug naar de Onafhankelijke Congostaat. Tijdens deze periode in Congo zou Valcke hogere functies gaan bekleden. Op 29-jarige leeftijd mocht hij zelfs ad interim gouverneur-generaal Camille Janssen vervangen. Tijdens deze expeditie werd Valcke vergezeld door zijn echtgenote. Zij was de eerste Belgische vrouw van een staatsambtenaar die toestemming kreeg om haar man te vervoegen op Congolese bodem.

## Vierde expeditie naar de Onafhankelijke Congostaat
Louis Valcke ondernam een vierde en laatste expeditie naar Congo in juli 1889, waarna hij opnieuw wegens ziekte definitief zou terugkeren naar België.

## Handelsmissie naar Colombia
Na zijn tijd in Congo ondernam Valcke in 1892 een handelsmissie naar Zuid-Amerika, en meer bepaald naar Colombia. Hij behartigde er de Frans-Belgische belangen in de goudmijnindustie. Vanwege het succes van deze handelsmissie werd hij door de Britse regering verzocht om als Brits vertegenwoordiger te zetelen in een arbitragetribunaal, naar aanleiding van een geschil tussen een Britse spoorwegonderneming en de Colombiaanse regering. Valke verbleef in Colombia tot 1910.

## Onderscheidingen
Louis Valcke kreeg in zijn leven volgende onderscheidingen:
- Koninkrijk België: Ridder in de Leopoldsorde.
- Onafhankelijke Congostaat: Dienstster van de Onafhankelijke Congostaat.

- Virtual International Authority File: 7689362